# Дылевский, Михаил Николаевич
Михаил Николаевич Дылевский (1879—1915) — штабс-ротмистр 10-го гусарского Ингерманландского полка, герой Первой мировой войны.

## Биография
Из дворян. Уроженец Смоленской губернии. Общее образование получил в Бахмутской гимназии, где окончил пять классов.
В 1899 году окончил Елисаветградское кавалерийское юнкерское училище, откуда выпущен был эстандарт-юнкером в 30-й драгунский Ингерманландский полк. Произведен в корнеты 6 февраля 1901 года, в поручики — 1 сентября 1904 года, в штабс-ротмистры — 1 сентября 1907 года. В 1912 году окончил курс Офицерской кавалерийской школы «отлично». 19 августа 1913 года переведен в ведомство Министерства внутренних дел с зачислением по армейской кавалерии, был назначен могилевским полицеймейстером.
14 декабря 1913 года переведен в 10-й гусарский Ингерманландский полк, в рядах которого и вступил в Первую мировую войну. Пожалован Георгиевским оружием
За то, что 17 марта 1915 года, под сильным огнем противника, атаковал спешенным эскадроном австрийцев, засевших в садах и за каменными стенками огородов и выбил их штыковым ударом из ряда окопов, очистив от них деревню и взяв в плен 2 офицеров и 78 нижних чинов, причем был ранен 2 пулями.
Убит 2 июня 1915 года. Посмертно удостоен ордена Святого Георгия 4-й степени
За то, что в ночь с 1 на 2 июня 1915 года, когда австрийцы, прорвав линию расположения наших войск, угрожали захватом гор. Хотина и переправы через р. Днестр, бросился со своим эскадроном на занятые противником окопы и, несмотря на губительный огонь, открытый противником, выбил его штыками из окопов, чем способствовал успешным действиям остальных частей полка по отражению наступления противника. Во время дальнейшего преследования выбитого из окопов противника, был убит двумя пулями и, таким образом, смертью своею запечатлел содеянный им геройский подвиг.

## Семья
Был женат на Марии Васильевне Богашовой (1874—1946), после Гражданской войны эмигрировавшей в Болгарию. Их сын:
- Николай (1904—2001), филолог-славист, профессор Софийского университета.

## Награды
- Орден Святого Станислава 3-й ст. (ВП 29.01.1906)
- Орден Святой Анны 3-й ст. (ВП 31.03.1911)
- Орден Святого Станислава 2-й ст. (ВП 01.02.1913)
- Орден Святого Владимира 4-й ст. с мечами и бантом (ВП 23.01.1915)
- Орден Святой Анны 2-й ст. с мечами (ВП 25.01.1915)
- Орден Святой Анны 4-й ст. с надписью «за храбрость» (ВП 25.04.1915)
- Георгиевское оружие (ВП 14.06.1915)
- мечи и бант к ордену Св. Станислава 3-й ст. (ВП 10.10.1915)
- Орден Святого Георгия 4-й ст. (ВП 30.12.1915)